# Bunomys coelestis
Bunomys coelestis е вид гризач от семейство Мишкови (Muridae). Видът е критично застрашен от изчезване.

## Разпространение и местообитание
Разпространен е в Индонезия (Сулавеси).
Обитава райони с тропически и субтропичен климат, гористи местности и склонове.

## Описание
Популацията на вида е намаляваща.